# Konstantínos Kondarínis
Konstantínos Kondarínis, en grec moderne : Κωνσταντίνος Κονταρίνης, 1679 – 1738, également appelé Konstantíno Kondaríni est  un peintre baroque grec,  éminent de l'école de l'Heptanèse. 
Il est fortement influencé par les œuvres de Théodore Poulakis. Ses contemporains de l'époque sont Stéphanos Tzangarólas et Panagiótis Doxarás. Son travail marque une transition entre l'école crétoise et l'école de l'Heptanèse, plus raffinée. Kondarínis suit clairement la maniera greca traditionnelle. 
Son art est fortement influencé par le style vénitien. Il a influencé les œuvres d'innombrables peintres grecs et italiens, notamment Spyrídon Sperántzas (en) et Nikólaos Kallérgis. Selon la Fondation nationale de la recherche scientifique, quatre-vingt-cinq de ses œuvres ont survécu. Son œuvre la plus remarquable est l'icône portable composée de Scènes de la Genèse. Elle est exposée au musée byzantin et chrétien d'Athènes, en Grèce,,,.

## Galerie

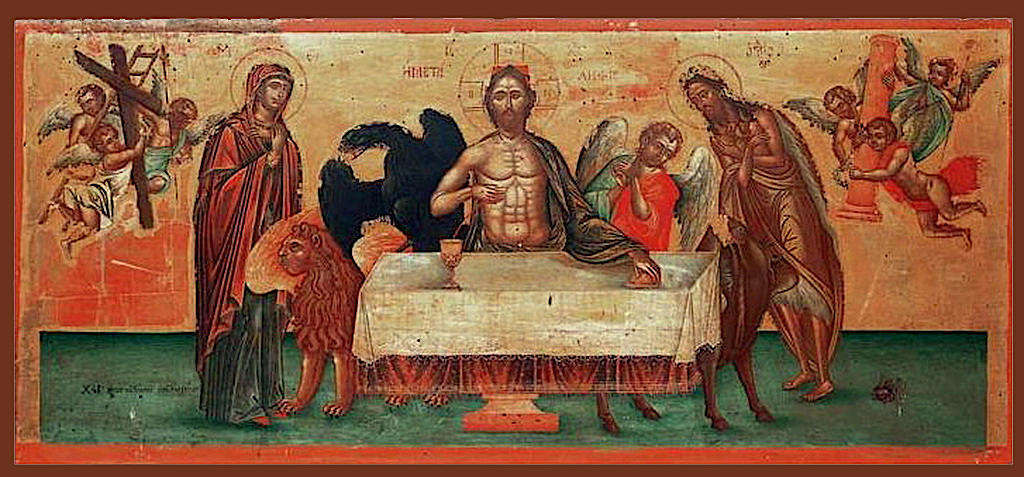
L'allégorie de la sainte communion.
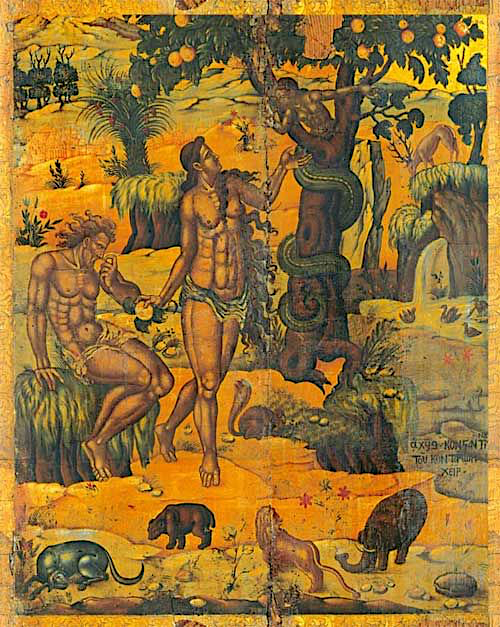
Adam et Eve.
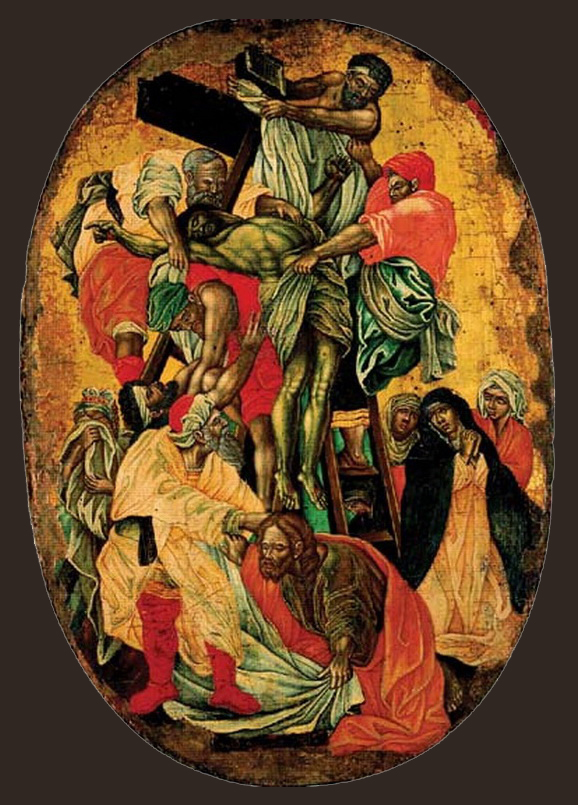
Cercle de Kondarínis Descente de croix.
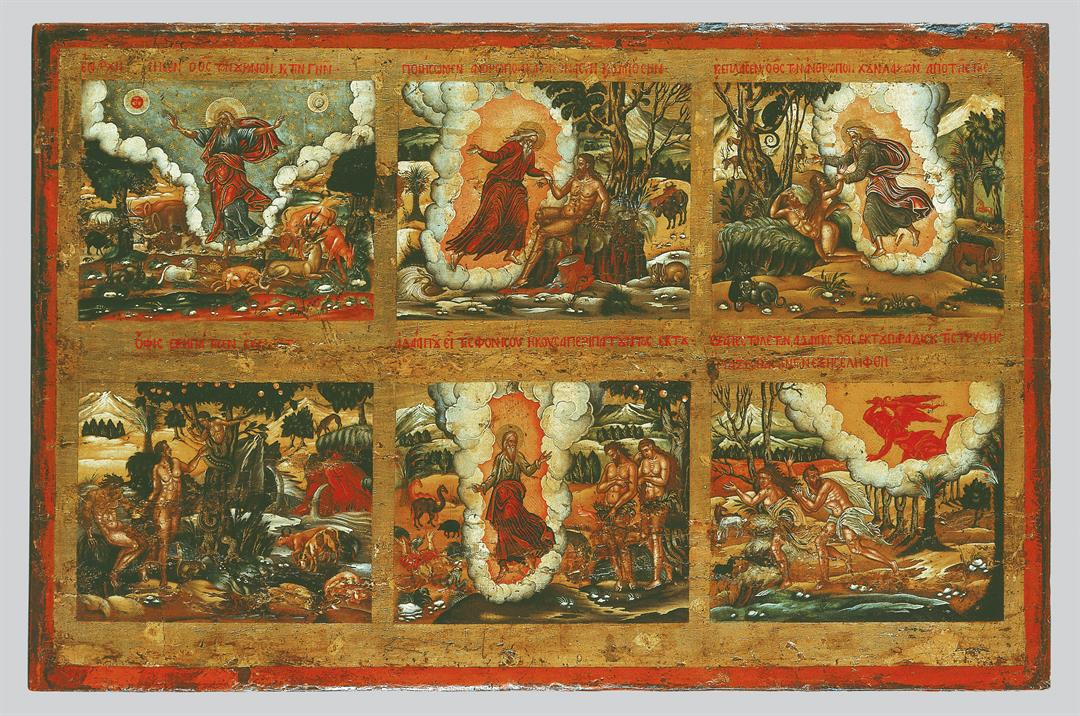
Scènes de la Genèse.
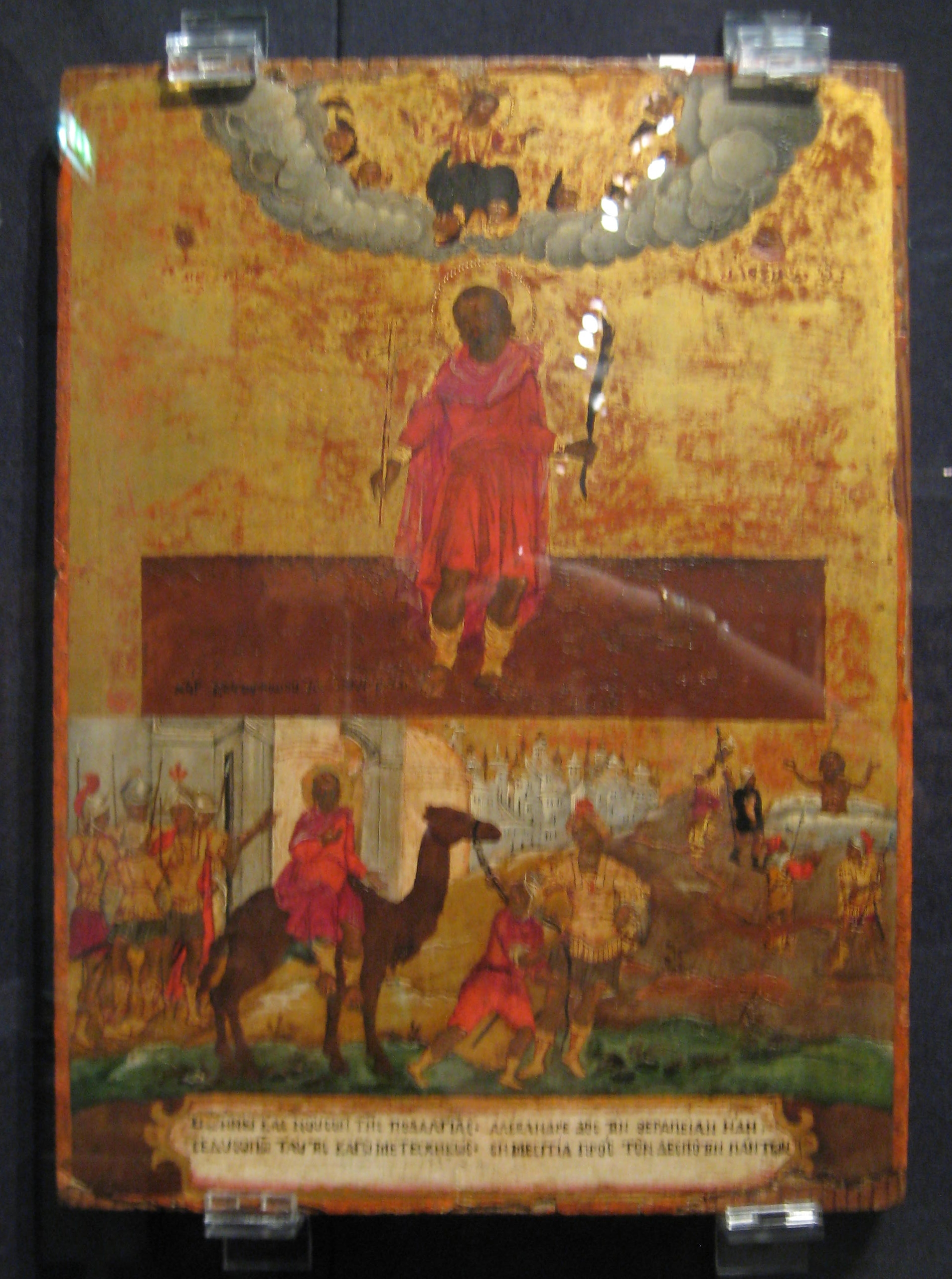
Saint Alexandre et les scènes de martyre.